# Universiteitsmuseum van Bergen

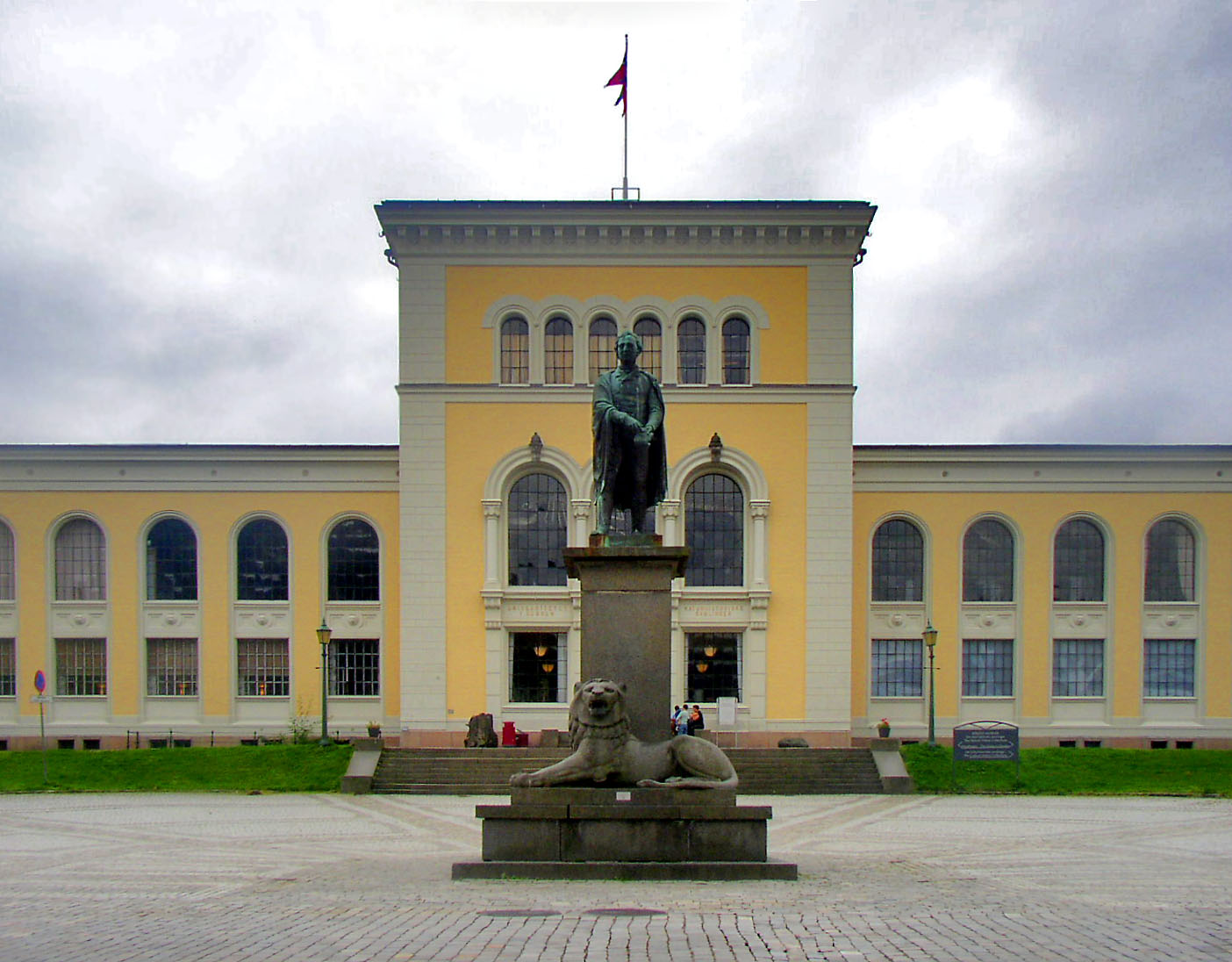
Het hoofdgebouw met de natuurhistorische collectie. Op de voorgrond het plein Muséplassen met het standbeeld van Christie

Het Universiteitsmuseum van Bergen (Noors: Universitetsmuseet i Bergen), voorheen Bergen Museum, is een museum in de Noorse stad Bergen. Het museum was de voorloper van de Universiteit van Bergen. Het onderzoek dat aan het museum werd gedaan leidde tot de vestiging van de universiteit in 1946. Universitetsmuseet i Bergen wordt nu beheerd door de universiteit.
Het museum is gevestigd in de universiteitscampus op de heuvel Nygårdshøyden. Het is opgedeeld in twee afdelingen, een natuurhistorische afdeling en een cultuurhistorische afdeling. Naturhistorisk Museum, het hoofdgebouw met de natuurhistorische collectie, ligt aan het plein Muséplassen ("museumplein"). Het gebouw heeft qua architectuur veel weg van het koninklijk paleis (voorgevel) en het Storting-parlementsgebouw (achtergevel), beide in Oslo.
De botanische tuin en arboretum achter het hoofdgebouw maken ook deel uit van het museum.

## Geschiedenis
Universitetsmuseet i Bergen werd gesticht in 1825 – zo'n 10 jaar na de onafhankelijkheid van Noorwegen – door onder meer Wilhelm Frimann Koren Christie, destijds voorzitter van het Noorse parlement, het Storting. Een standbeeld van Christie staat voor het hoofdgebouw van het museum.
In de beginjaren bevatte de collectie ook schilderijen en andere kunstobjecten. In 1931 verhuisde het museum van het gebouw Seminarium Fredericianum naar Lysverket, het voormalige administratiekantoor van het plaatselijke elektriciteitsgebouw aan de vijver Lille Lungegårdsvannet, nu deel van Bergen Kunstmuseum.
Het huidige gebouw aan Muséplassen stond klaar in 1865, en het museum betrok het gebouw een jaar later. De botanische tuin stamt uit de periode 1897-1899.
De Universiteit van Bergen is bezig om het hoofdgebouw te restaureren en moderniseren. De kosten van de restauratie worden geschat op 600 miljoen Noorse kronen. Het gebouw sloot in 2013 voor renovatie en zal naar verwachting in 2019 heropenen.

## Afbeeldingen

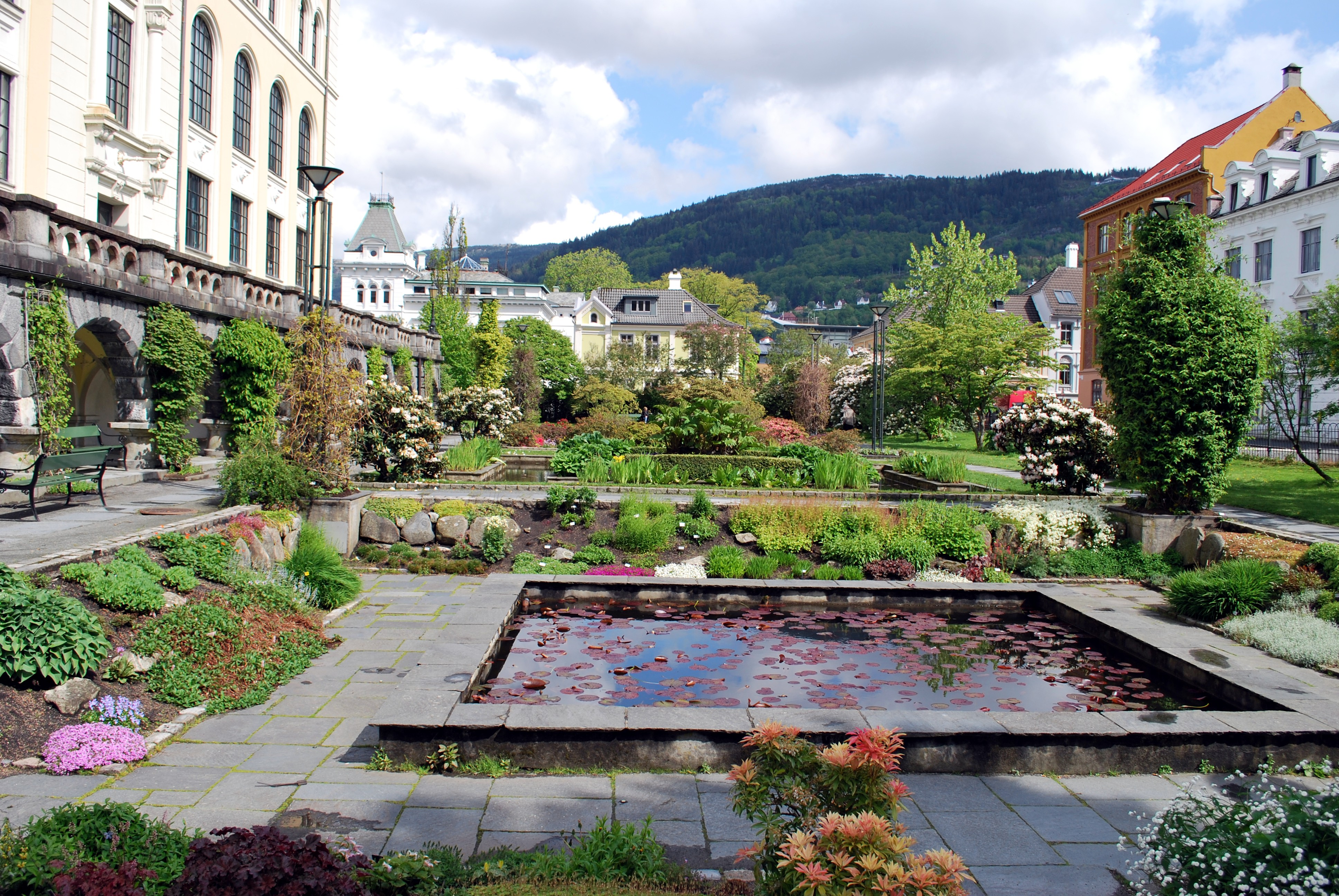
Botanische tuin
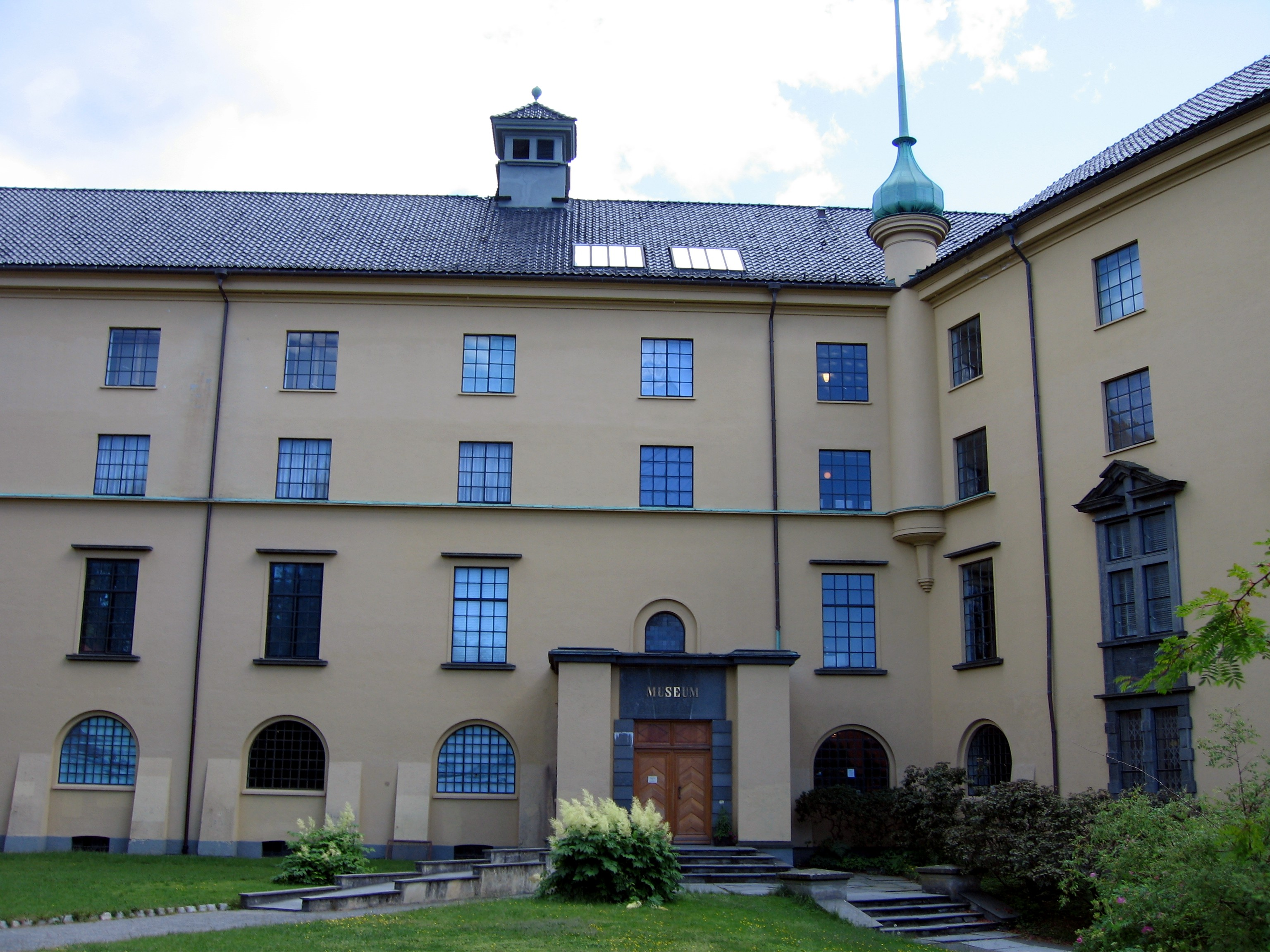
De cultuurhistorische verzameling
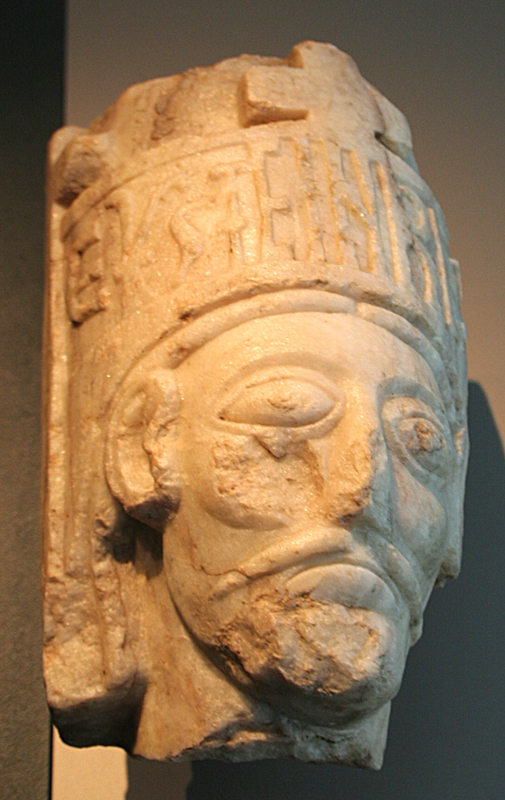
Beeld van de 12e-eeuwse koning Øystein I van Noorwegen